# Hermann-Credner-Preis
Der Hermann-Credner-Preis der Deutschen Geologischen Gesellschaft – Geologischen Vereinigung (DGGV, bis 2014 der Deutschen Gesellschaft für Geowissenschaften, DGG) ist ein in der Regel jährlich vergebener Preis für herausragende Leistungen in der Geologie. Er ist nach Hermann Credner benannt und wird an junge Geowissenschaftler verliehen.
1911 hatten Freunde von Credner eine Stiftung gegründet (Hermann-Credner-Stiftung), die Stipendien an junge Geologen vergab, was durch die DGG koordiniert wurde. Durch die Weltkriege und die Inflation verlor die Stiftung zwischenzeitlich ihr Vermögen, konnte aber in den 1950er Jahren durch eine Stiftung einer ehemaligen Studentin von Credner (Adda von Helldorff) wieder aufgefüllt werden. Seit 1960 wurde daraus jährlich ein Preis (seit 1970 mit einer Plakette verbunden) vergeben.
Die Preisträger sollten promoviert und habilitiert sein und unter 40 Jahre alt.

## Preisträger
- 1960 Dietrich Herm (München), Reinhard Pflug (Rio de Janeiro)
- 1961 Dieter Richter (Frankfurt)
- 1962 Volker Jacobshagen (Marburg), Werner Pleßmann (Göttingen), Klaus Schmidt (München)
- 1963 Anton Forster
- 1964 Paul Wurster (Hamburg)
- 1965 Reinhold Huckriede (Marburg)
- 1966 Wolfgang Krebs (Darmstadt)
- 1967 Wilhelm Meyer (Clausthal-Zellerfeld)
- 1968 nicht verliehen
- 1969 Klaus Dieter Meischner (Göttingen)
- 1970 nicht verliehen
- 1971 Reinhard Hesse, Horst Wachendorf
- 1972 Johannes Schroeder, Ernst Ott
- 1973 Friedrich Strauch, Wolfgang E. Krumbein
- 1974 Klaus Weber
- 1975 Volker Lorenz, Joachim Neugebauer
- 1976 Stefan Dürr
- 1977 Holger Kulke
- 1978 Thilo Bechstädt (Heidelberg)
- 1979 nicht verliehen
- 1980 Hans Plum (Aachen)
- 1981 Ulf Bayer (Tübingen)
- 1982 Werner von Gosen (Hamburg), Walter Seemann (Hannover)
- 1983 nicht verliehen
- 1984 nicht verliehen
- 1985 Andreas Hoppe (Freiburg)
- 1986 Jean Thein (St. Augustin)
- 1987 Onno Oncken (Frankfurt), Jörg Mattner (Clausthal-Zellerfeld)
- 1988 Hans-Georg Herbig (Berlin)
- 1989 Gregor Borg (Halle), Werner U. Ehrmann (Bremerhaven)
- 1990 Bernhard Schulz (Erlangen)
- 1991 Gerhard Bohrmann (Kiel), Werner Ricken (Tübingen)
- 1992 Thomas Litt (Halle)
- 1993 Rolf Kilian (Tübingen)
- 1994 Andreas Dahmke (Bremen)
- 1995 Ute Gebhardt (Hamburg), Martin Meschede (Tübingen)
- 1996 Jonas Kley (Karlsruhe)
- 1997 Andreas Henk (Würzburg)
- 1998 Gernold Zulauf (Frankfurt)
- 1999 Heiko Hüneke (Greifswald), Matthias Zabel (Bremen)
- 2000 Bernd Pirrung (Bremerhaven), Harald Stollhofen (Würzburg)
- 2001 Traugott Scheytt (Berlin)
- 2002 Bernd Leiss (Göttingen)
- 2003 Thomas Weiß (Göttingen)
- 2004 Anke Friedrich (Potsdam)
- 2005 Jochen Kolb (Aachen)
- 2006 nicht verliehen
- 2007 Cornelia Spiegel (Bremen)
- 2008 Stefan Back (Aachen)
- 2009 Ulrich Heimhofer (Bochum)
- 2010 Christoph Glotzbach (Hannover)
- 2011 Gösta Hoffmann (Maskat)
- 2012 Cornelius Fischer (Göttingen)
- 2013 Hauke Marquardt (Potsdam)
- 2014 nicht verliehen
- 2015 nicht verliehen
- 2017 Nils Moosdorf (Bremen)
- 2019 Christoph Grützner (Jena)
- 2021 Gabriel Rau (Karlsruhe)
- 2022 Miriam Roemer (Bremen)
- 2023 Stefanie Tofelde (Potsdam)
- 2024 Elisabeth Eiche (Karlsruhe)[1]